# 2065
2065 — 2065 рік нашої ери, 65 рік 3-го тисячоліття, 65 рік XXI століття, 5 рік 7-го десятиліття XXI століття, 6 рік 2060-х років.

## Очікувані події
- 11 листопада — проходження Меркурія по диску Сонця.
- 22 листопада 12:45 UTC — затемнення Юпітера Венерою. Із Землі це буде дуже важко спостерігати, оскільки віддалення Венери і Юпітера від Сонця в цей час буде всього 7 градусів. Ця подія стане першим затемненням однієї планети іншою після 3 січня 1818 р., однак наступне відбудеться менш ніж через два роки, 15 липня 2067 р.
- 5 лютого відбудеться сонячне затемнення.

## Вигадані події
- Події у фільмі «Остання фантазія: Духи всередині» відбуваються у 2065.
- Хронологічна система, використовувана в романі «Переселення» Грега Ігана, стартує 1 січня 2065 р.